# 高木進
高木 進（たかぎ すすむ、1931年〈昭和6年〉4月20日 - 1987年〈昭和63年〉8月23日）は、日本のフランス文学者。
学習院大学教務部長、のち文学部仏文科教授。皇太子徳仁親王にフランス語を教えた。没後、妻の高木みどりが1993年東宮女官長に選任された。

## 翻訳
- J.ステッツェル「菊も刀もない青年たち」『外国人の見た日本5』筑摩書房、1961
- ジャン・コクトー『恐るべき子どもたち』世界青春文学名作選　学習研究社、1964
- アルフレッド・ド・ミュッセ「ミミ・パンソン」世界青春文学名作選　学習研究社、1965
- ガブリエル・コレット「シェリの最後」コレット著作集　二見書房、1970
- コレット「ジジ」コレット著作集　二見書房、1975

## 参考
- 辻邦生「あるレクイエム」『時刻のなかの肖像』新潮社、1991